# Coulrophobie

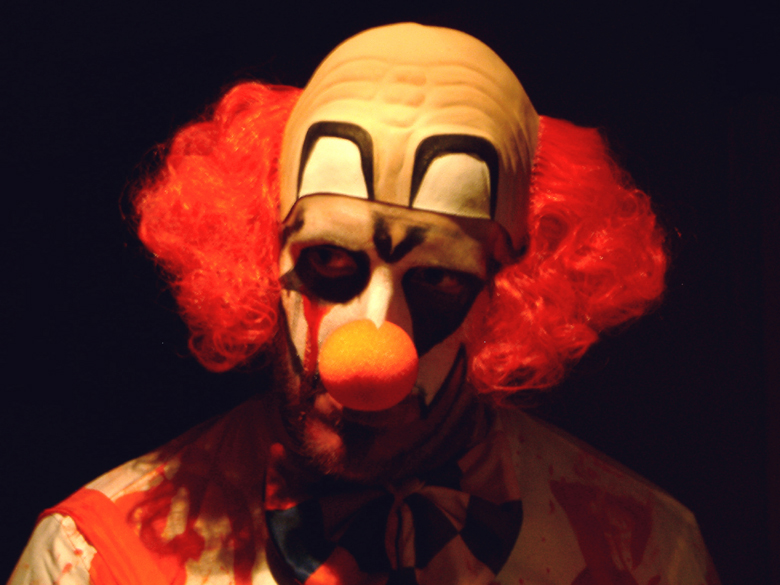
Portrait d'un clown maléfique, un personnage créé par les médias, ce qui peut causer l'anxiété d'un individu atteint de coulrophobie.

La coulrophobie est une phobie, une peur excessive et irrationnelle des clowns. Le terme est commun mais non utilisé dans la psychologie. Le préfixe coulro- vient du grec ancien κωλοϐαθριστής / kôlobathristếs signifiant « acrobate qui est sur des échasses ». Les personnes sujettes à la coulrophobie sont effrayées à la vue d'un clown, peuvent se mettre à pleurer ou avoir des réactions très fortes caractéristiques d'un état de terreur : stress, spasmes, ou encore difficultés respiratoires.

## Origine
Les clowns tristes ou sinistres historiques (Jean-Gaspard Deburau, Joseph Grimaldi), les clowns maléfiques et les histoires de meurtres effectués par un clown (John Wayne Gacy, dans la culture populaire Ça de Stephen King) ont assuré au personnage du clown une réputation négative chez certains individus. La dissimulation des traits sous le maquillage rend sa « lecture » plus difficile (Vallée dérangeante), et suscite la peur de recevoir des blagues de mauvais goût, comme une tarte à la crème, en plein visage, voire des actes malveillants et humiliants.

## Dans la culture populaire
Bien qu'elle tende à toucher toutes les cultures occidentalisées, la coulrophobie est plus souvent dépeinte dans la culture populaire anglophone.
- En juillet 2006, le Bestival, un festival de musique qui se tient chaque année sur l’île de Wight, a annulé une demande que les invités soient déguisés en clown pour éviter toute crise de coulrophobie parmi le public[7].
- Fin 2014, plusieurs personnes se sont déguisées en clowns maléfiques pour Halloween et se baladaient dans les rues de villes de France (mais également de Belgique) avec des armes pour effrayer les passants. Plusieurs ont été interpellés [8]
- La coulrophobie peut être un expédient narratif utilisé pour montrer comment le protagoniste doit affronter ses peurs pour vaincre son ennemi. Ses exemples incluent le film de 2009, Bienvenue à Zombieland, dans lequel Columbus, le personnage principal, a peur des clowns. À la fin, il doit faire face à ses peurs pour vaincre le clown zombie[9].
- La coulrophobie est également utilisée sous forme d'humour, comme dans un épisode de Frasier, où Frasier possède un client qui a peur des clowns. Un jour d'Halloween, Frasier s'habille en clown pour effrayer son père, Martin. Martin a une crise cardiaque et est transporté à l'hôpital. Frasier le suit, habillé en clown[10].
- Dans un épisode des Simpson, intitulé Le Premier Mot de Lisa, Homer fabrique un lit pour son fils, à l'époque petit, Bart, et développe une insomnie et souffre d'une phobie des clowns (lorsqu'il dit « je peux pas dormir, clown va me manger »). La phrase est devenue un mème et a inspiré une chanson d'Alice Cooper intitulée Can't Sleep, Clowns Will Eat Me de l'album de 2001 intitulé  Dragontown[11]. Cette peur disparaît plus tard puisqu'il devient fan de Krusty le Clown.
- Billy, l'un des deux personnages principaux de Billy et Mandy, aventuriers de l'au-delà, est effrayé par les clowns et cette phobie est un moteur humoristique du personnage.
- Alex, personnage de Buffy contre les vampires, montre sa phobie des clowns dans l'épisode Billy où tous les cauchemars deviennent réalité.
- Le Colonel Sheppard dans Stargate Atlantis emprisonné dans une cellule avec une étrangère (Saison 2, épisode 11), lui dit qu'il ne craint pas les Wraith, par contre les clowns oui, il reconnaît avoir la trouille quand il les voit, et il ajoute quelques scènes plus tard : « je les déteste depuis que je suis tout petit. Ils s'entraînent à combattre sous d'immenses chapiteaux. On a tout essayé pour s'en débarrasser mais ils continuent à terrifier nos enfants. »
- Dans la série Ghost Whisperer, Mélinda Gordon souffre de coulrophobie (épisode 18 de la saison 5).
- Dans la série Bones, Booth souffre de coulrophobie.
- Dans la série Supernatural, Sam Winchester a peur des clowns. (2x02 : Everybody Loves A Clown ; 7x14 : Plucky Pennywhistle's Magic Menagerie)
- Dans la série Les Frères Scott, Haley souffre de coulrophobie.
- Dans la série NCIS : Los Angeles, Sam Hanna souffre de coulrophobie. (4x09 : La soif de l'or)
- Dans le jeu vidéo Uncharted 2: Among Thieves, le personnage principal, Nathan Drake, avoue à son amie Elena, à la toute fin du jeu, qu'il a peur des clowns. Il confie en effet que s'il devait donner une note sur 10 à la peur d'avoir vu Elena mourir, il ne lui donnerait qu'un 4, alors qu'un clown, ça, ça vaut largement un 10.
- Le célèbre acteur Johnny Depp affirme être coulrophobe[12].
- Dans la populaire série québécoise Une grenade avec ça?, Slamm est atteint de la coulrophobie.
- Dans la série britannique Doctor Who, dans l'épisode 11 de la saison 6 (Le Complexe divin), le Docteur et ses compagnons se trouvent dans un hôtel où chaque chambre contient la peur la plus profonde de quelqu'un. Dans l'une d'elles se trouve un clown triste.
- Ben Tennyson, personnage principal du dessin animé Ben 10, souffre de coulrophobie.
- Dans la série britannique Sherlock, dans l'épisode 3 de la saison 4 (Le dernier problème), un clown tueur attaque Mycroft.
- Dans la série Modern Family, Phil Dunphy interprété par Ty Burrell souffre de coulrophobie.
- Roderick le chevalier, l'un des 5 protagonistes de Gawayn est terrifié par les clowns.
- Capucine Anav a confirmé sa peur des clowns dans la dernière émission de Camille Combal, Il en pense quoi Camille ?, sur C8 le 30 juillet 2016.
- Dans la saison 7 d’American Horror Story: Cult, Ally (Sarah Paulson) est atteinte de coulrophobie.
- Dans la série Demain nous appartient, diffusée en 2017 et 2018, Emma Trévis est atteinte de coulrophobie.
- Dans la série Inspecteur Barnaby, épisode 6 saison 20 on découvre que John Barnaby est sujet à la coulrophobie.
- Dans l'épisode Rira bien qui rira le dernier de la série (2x11) de la série Drop Dead Diva, Deb/Jane donne la définition du mot coulrophobie dans un tribunal.